# Peugeot 207
Peugeot 207 — автомобиль компании Peugeot, преемник Peugeot 206. Был представлен в январе 2006 года. Продажи начались в апреле 2006 года. В 2012 году был заменён на Peugeot 208.
Первыми странами, получившими этот автомобиль стали Франция, Испания и Италия (апрель 2006 года). Чуть позже его получила вся Европа (например Великобритания - в июне) и страны Ближнего Востока.
Признан автомобилем года 2006 в Испании, автомобилем года 2007 на Украине, а также лучшим импортным автомобилем 2008 года в Японии. В 2008 году стал самым продаваемым автомобилем Европы в своем сегменте. По результатам 2009 года входит в топ-3 самых продаваемых автомобилей Европы и топ-2 в своем классе (за 2009 год было продано 367 160 шт.). Также в 2009 году стал автомобилем № 1 по продажам во Франции.

## Рестайлинг

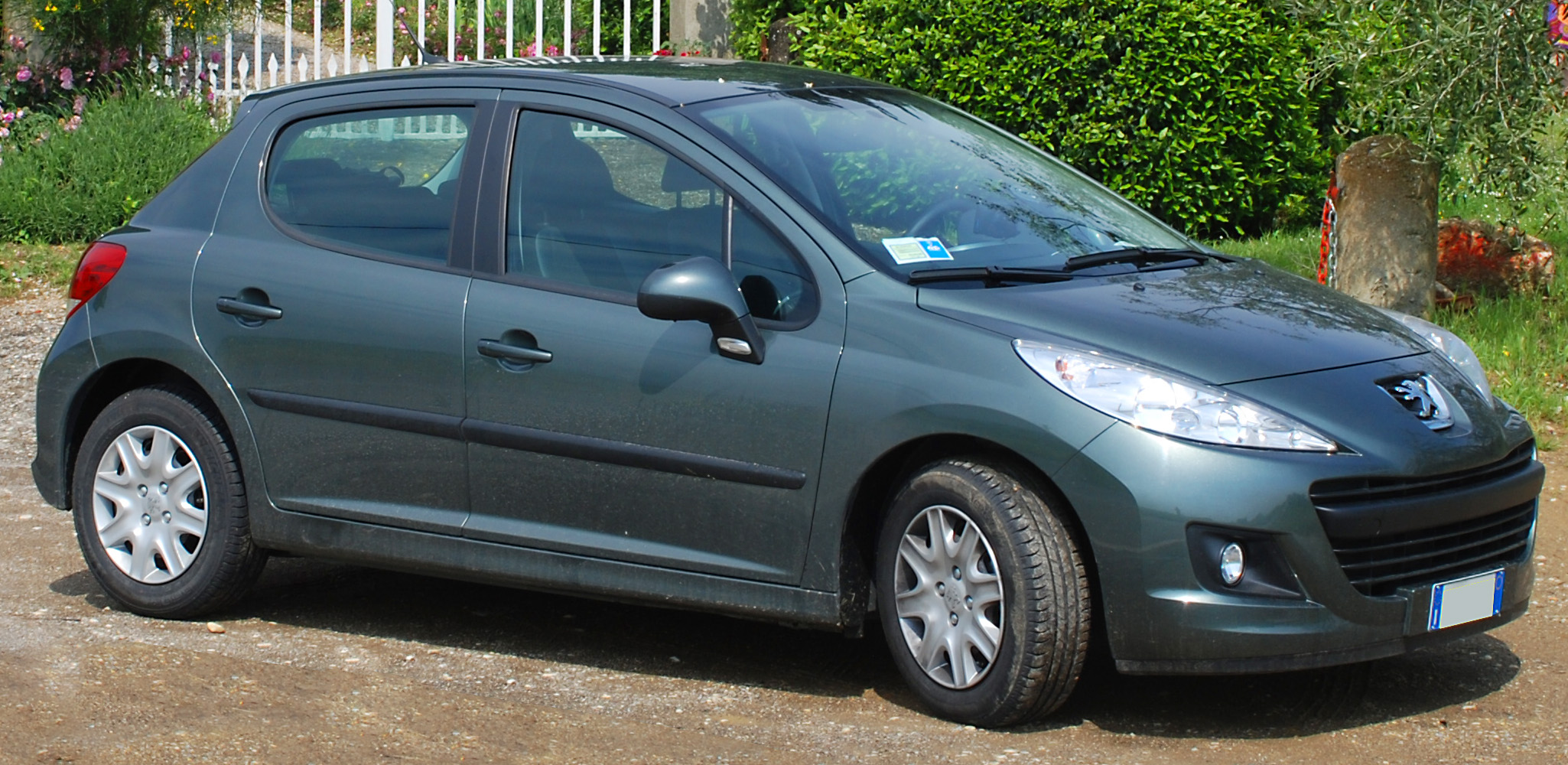
Рестайлинг

Летом 2009 года автомобиль прошёл рестайлинг. Основные изменения коснулись:
В экстерьере:
- передняя часть (обновленный передний бампер, форма противотуманных фар, решетки радиатора)
- задние фонари теперь состоят из светодиодных элементов
- ещё больше деталей кузова будут выкрашены в цвет кузова и отделаны хромом

В интерьере:
- новые варианты обивки салона
- обновленная приборная панель

Двигатели:
- гамма моторов прошла модернизацию для соответствия ещё более жестким экологическим стандартам Евро 5.
- применение инновационных шин, состав которых обладает особенно низким сопротивлением качению, позволяет сократить расход топлива до 10 %
- перечисленные факторы, а также очень низкий коэффициент лобового сопротивления (Сх=0,274) позволяют сократить выбросы СО2 до 99 г/км
- Gear shift indicator (GSI) — индикатор включения оптимальной передачи является стандартной опцией для всех Peugeot 207 с моторами, отвечающими нормам Евро 5 и МКПП. Эта инновация позволяет водителю применять более экономный стиль вождения следуя рекомендациям по переключению оптимальной передачи, достигая при этом самого низкого расхода топлива и выброса СО2. Индикатор GSI в виде стрелочки на одометре, сигнализирует о лучшем моменте переключения передачи. При этом, в расчет берутся такие показатели:
  - скорость автомобиля
  - включенная передача
  - температура двигателя и скорость его работы
  - стиль вождения
- WIP Bluetooth system — это очередной, более продвинутый уровень мультимедиа-системы WIP (World in Peugeot)

Масштабное производство обновленного семейства Peugeot 207 началось в Европе с августа 2009 года.

## Гамма двигателей
- 1,4 л. 75 л. с. 5-МКПП
- 1,4 л. 90 л. с. 5-МКПП, или 2-tronic (роботизированная МКПП)
- 1,4 л. VTi 95 л. с. 5-МКПП
- 1,6 л. 110 л. с. с 5-МКПП
- 1,6 л. VTi 120 л. с. 5-МКПП
- 1,6 л. VTi 120 л. с. 4-АКПП Porsche Tip-tronic system
- 1,6 л. THP 150 л. с. 5-МКПП
- 1,6 л. THP 175 л. с. 5-МКПП

## Безопасность
Тест на безопасность прошли хетчбэк и кабриолет.
| Euro NCAP                                           | Euro NCAP | Euro NCAP | Euro NCAP |
| --------------------------------------------------- | --------- | --------- | --------- |
| Рейтинги                                            | Пассажир  |           | 35        |
| Рейтинги                                            | Ребёнок   |           | 37        |
| Рейтинги                                            | Пешеход   |           | 19        |
| Протестированная модель: Peugeot 207 (5 дв.) (2006) |           |           |           |

| Euro NCAP                                                  | Euro NCAP | Euro NCAP | Euro NCAP |
| ---------------------------------------------------------- | --------- | --------- | --------- |
| Рейтинги                                                   | Пассажир  |           | 33        |
| Рейтинги                                                   | Ребёнок   |           | 0         |
| Рейтинги                                                   | Пешеход   |           | 16        |
| Протестированная модель: Peugeot 207 CC (кабриолет) (2007) |           |           |           |

## Галерея

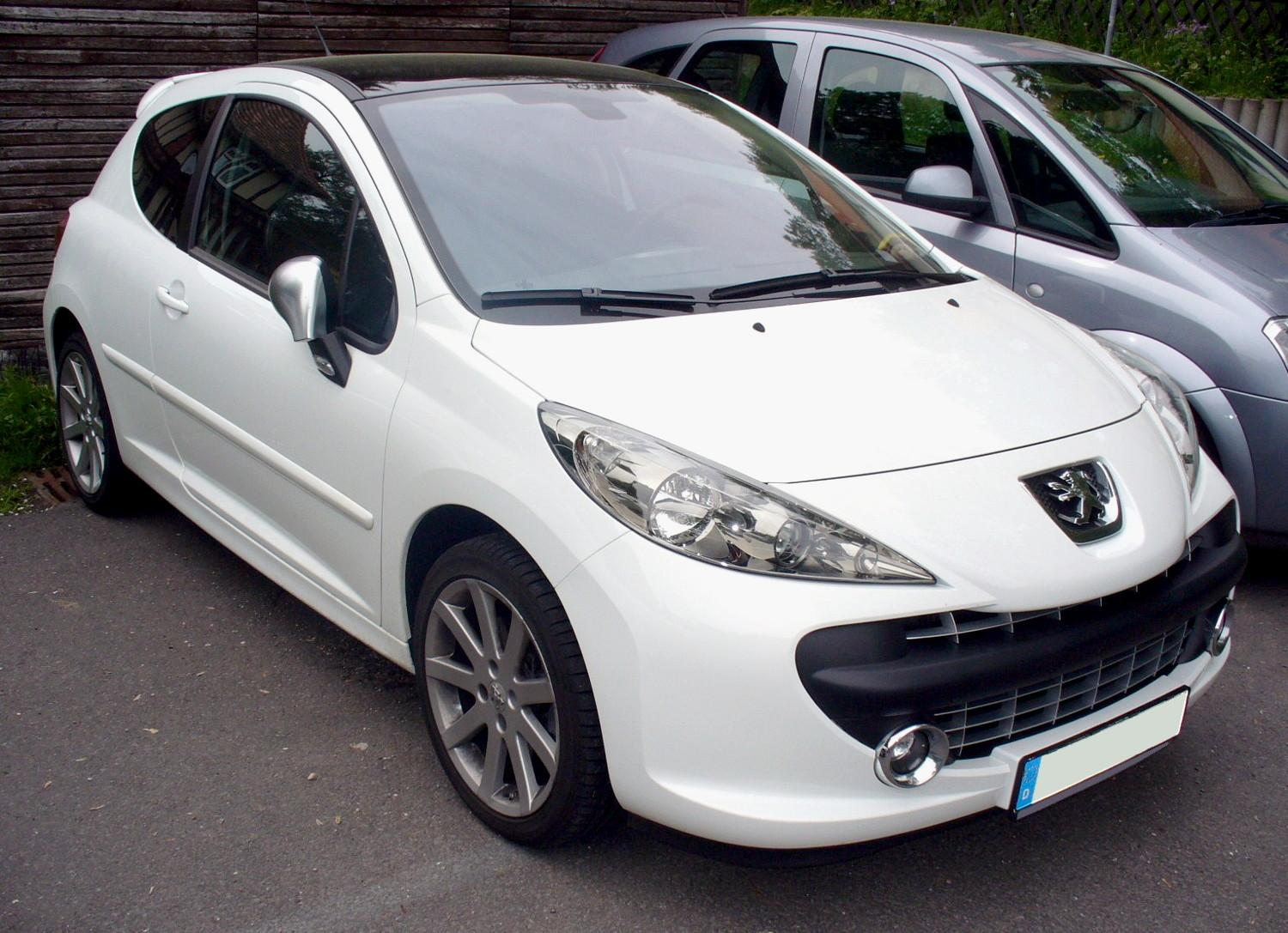
Peugeot 207 RC (с 2007)
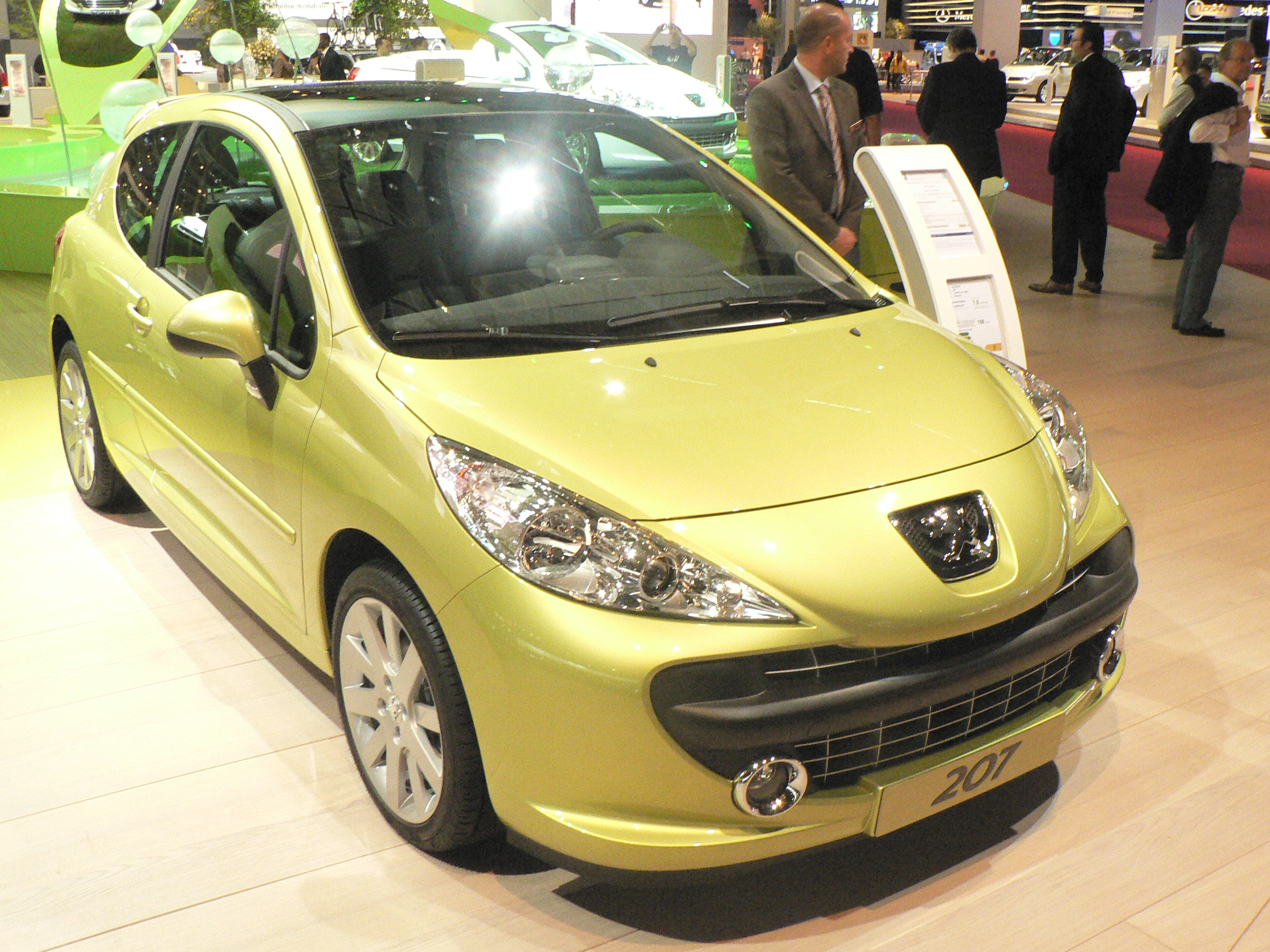
"Спортивный" трёхдверный хетчбэк
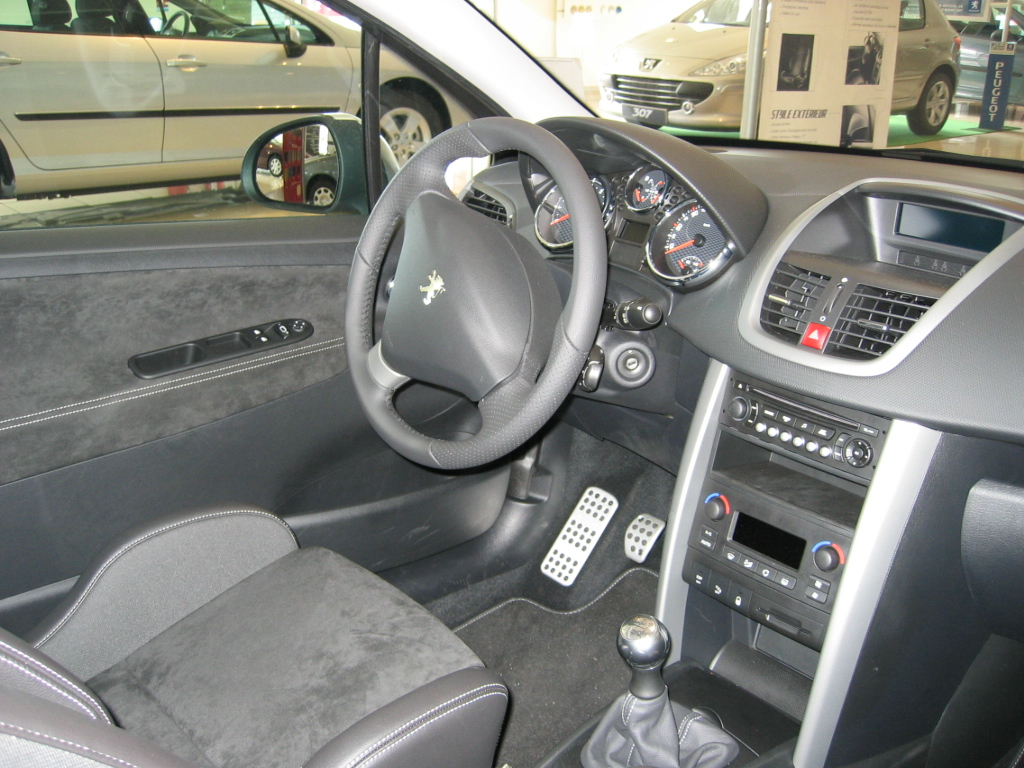
Интерьер 207 RC